# Tabanus hirsuta
Tabanus hirsuta är en tvåvingeart som först beskrevs av Carl Peter Thunberg 1827.  Tabanus hirsuta ingår i släktet Tabanus och familjen bromsar. Inga underarter finns listade i Catalogue of Life.